# Tomáš Macháč
Tomáš Macháč (AFI: [ˈtomaːʃ ˈmaxaːtʃ]; Beroun, 13 ottobre 2000) è un tennista ceco.
In singolare ha vinto un titolo nel circuito maggiore su due finali disputate. Ha trionfato in alcuni tornei dei circuiti minori e ha raggiunto il 20º posto della classifica mondiale nel marzo 2025. In doppio ha raggiunto il 46º posto nel settembre 2024 e ha vinto un titolo nel circuito maggiore in coppia con Zhang Zhizhen, con cui ha anche disputato la semifinale all’Australian Open 2024. Alle Olimpiadi di Parigi 2024 ha vinto la medaglia d'oro nel doppio misto insieme a Kateřina Siniaková. Nel 2021 ha fatto il suo esordio nella squadra ceca di Coppa Davis.

## Carriera

### Tra gli juniores
Tra il 2014 e il 2018 gioca nell'ITF Junior Circuit e si mette in luce soprattutto in doppio vincendo 4 tornei tra cui il prestigioso Orange Bowl a fine 2017, risultato con cui il 1º gennaio 2018 raggiunge il 16º posto nel ranking di categoria. Sempre in doppio, raggiunge le semifinali ai successivi Australian Open. Tra gli juniores vince anche due tornei in singolare, tra cui uno di Grade 1. Nel 2016 fa inoltre parte della squadra ceca che si piazza al sesto posto nella Coppa Davis Junior.

### 2016-2019: inizi tra i professionisti e primi titoli ITF
Esordisce nel circuito ITF nel 2016 nelle qualificazioni di un torneo ITF in Repubblica Ceca. Nel novembre 2018 alza i primi trofei da professionista vincendo tre tornei ITF di singolare, tutti in Repubblica Ceca. Nel 2019 vince un altro ITF in singolare e verso fine anno abbandona i tornei di questa categoria. Ad aprile esordisce nell'ATP Challenger Tour raggiungendo i quarti all'Ostrava Open. Nel corso della stagione disputa due semifinali in questa categoria.

### 2020: primo titolo Challenger, esordio nel Grande Slam e top 200
Il 2020 inizia positivamente con la vittoria del Koblenz Open, primo titolo Challenger in carriera, che gli consente di passare dalla posizione nº 347 in classifica alla nº 251. Dopo la pausa forzata a causa della pandemia di COVID-19, si qualifica per il tabellone principale dell'Open di Francia e viene eliminato al primo turno da Taylor Fritz in cinque set dopo 3 ore e 39 minuti di gioco. Grazie alla finale raggiunta in novembre al Challenger di Bratislava, entra per la prima volta nella top 200 del ranking ATP.

### 2021: un titolo Challenger, esordio olimpico e in Davis, 131º nel ranking
Nel 2021 supera per la prima volta un turno in una prova dello Slam all'Australian Open grazie al ritiro di Mario Vilella Martínez e al secondo turno strappa un set al nº 10 del mondo Matteo Berrettini. Continua a risalire la classifica partecipando ai successivi Challenger di Nur-Sultan, nel primo si ferma ai quarti e vince il secondo sconfiggendo in 3 set nella finale Sebastian Ofner, risultato che lo porta al 137º posto del ranking. Sfiora la qualificazione a Wimbledon superando i primi due turni e nell'incontro decisivo perde al tiebreak del terzo set da Christopher O'Connell. In luglio prende parte ai Giochi di Tokyo e al primo turno sconfigge João Sousa prima di cedere a Diego Schwartzman. Verso fine stagione disputa nei Challenger la finale a Liberec e la semifinale a Eckental, e a novembre sale al 131º posto. Quello stesso mese esordisce in Coppa Davis prendendo parte alla fase finale della manifestazione, vince entrambi gli incontri di singolare contro Richard Gasquet e il nº 25 ATP Daniel Evans e perde i due giocati in doppio, con la Repubblica Ceca che chiude all'ultimo posto del girone vinto dalla Gran Bretagna.

### 2022: due titoli Challenger e top 100
All'esordio stagionale vince il titolo al Traralgon Challenger con il successo in finale su Bjorn Fratangelo, risultato che gli vale il nuovo best ranking al 130º posto mondiale. Vince il suo primo incontro in una prova del Grande Slam agli Australian Open superando Juan Manuel Cerúndolo e al secondo turno viene eliminato da Maxime Cressy. Esce al secondo turno anche al successivo ATP di Marsiglia e al Masters di Indian Wells. Ad aprile raggiunge la semifinale al Challenger di Praga e deve dare forfait prima del match per un infortunio alle costole che lo costringe a un periodo di convalescenza. Torna alle competizioni ad agosto e vince il Challenger di Grodzisk Mazowiecki battendo in finale Zhang Zhizhen. Supera per la prima volta le qualificazioni agli US Open e al primo turno perde al quinto set contro Botic van de Zandschulp. Dopo la semifinale disputata al Challenger di Cassis, perde la finale al Tali Open contro Leandro Riedi, entra per la prima volta nella top 100 e chiude la stagione portando il miglior ranking alla 97ª posizione.

### 2023: prime volte nei quarti di finale ATP, 2 titoli Challenger e 64º nel ranking
A inizio 2023 consegue una serie negativa di risultati e a marzo scende alla 143ª posizione del ranking. Si riscatta raggiungendo per la prima volta i quarti di finale in un torneo ATP a Houston grazie al successo su Marcos Giron. Si spinge poi alla semifinale al Challenger 125 di Sarasota. Nei mesi successivi i migliori risultati sono la finale raggiunta a Prostějov, persa contro Dalibor Svrčina, e le qualificazioni superate a Wimbledon, dove al primo turno cede in 4 set a Cameron Norrie. A settembre perde la finale al Cassis Open Provence contro Mattia Bellucci e contribuisce al passaggio dei cechi ai quarti di finale di Coppa Davis vincendo i due incontri di singolare e in doppio.
Si aggiudica un titolo dopo oltre un anno al Challenger 125 di Orléans superando in finale Jack Draper, si ripete la settimana successiva con la vittoria in finale su Arthur Fery agli Internationaux de Tennis de Vendée e porta il best ranking all'81ª posizione. Sale alla 74ª dopo aver raggiunto i quarti anche allo Stockholm Open superando Stan Wawrinka e cede a Laslo Djere dopo aver vinto il primo set. Al secondo turno del Vienna Open strappa un set al nº 7 del mondo Stefanos Tsitsipas e sale al 64º posto mondiale. Chiude la stagione con la vittoria nei quarti di finale di Coppa Davis su Jordan Thompson, che non è sufficiente a evitare l'eliminazione alla squadra ceca.

### 2024: primo titolo ATP, semifinale agli Australian Open e 46º in doppio; prima finale ATP, prima semifinale Masters 1000, quarto turno agli US Open e 25º in singolare, trionfo olimpico in doppio misto
Agli Australian Open 2024 desta sorpresa raggiungendo la semifinale in doppio, in coppia con Zhang Zhizhen elimina tra gli altri le teste di serie nº 3 Rajeev Ram / Joe Salisbury e perdono in due set contro i vincitori del torneo Rohan Bopanna / Matthew Ebden. In singolare si spinge per la prima volta al terzo turno superando Frances Tiafoe e viene sconfitto al quarto set da Karen Chačanov. Conferma i progressi in doppio al successivo ATP 250 di Marsiglia, dove conquista con Zhizhen il suo primo titolo ATP con la vittoria in finale su Patrik Niklas-Salminen / Emil Ruusuvuori per 6-3, 6-4 ed entra per la prima volta nella top 100 di doppio; perde nei quarti in singolare contro Hurkacz dopo i successi su Andy Murray e Lorenzo Musetti. Disputa il primo quarto di finale in un Masters 1000 al Miami Open, al secondo turno sconfigge per la prima volta un top 10, il nº 6 Andrey Rublev, ha quindi la meglio in rimonta su Andy Murray, concede 6 giochi a Matteo Arnaldi ed esce di scena per mano del vincitore del torneo Jannik Sinner. Con questi risultati sale al 43º posto mondiale.
Torna a mettersi in luce in doppio raggiungendo con Zhang la semifinale all'ATP 500 del Barcelona Open. A maggio disputa la prima finale ATP in singolare al Geneva Open e cede per 5-7, 3-6 a Casper Ruud dopo che in semifinale aveva sorprendentemente conseguito la più prestigiosa vittoria da inizio carriera eliminando in tre set il nº 1 del mondo Novak Djokovic. Per la prima volta raggiunge il terzo turno in singolare e i quarti in doppio al Roland Garros. Con questi risultati, il 10 giugno fissa i nuovi migliori ranking con il 33º posto in singolare e il 56º in doppio. Vince il suo primo incontro in carriera a Wimbledon sia in singolare che in doppio, ed esce al secondo turno. Viene convocato per le Olimpiadi anche ai Giochi di Parigi e trionfa nel torneo di doppio misto in coppia con Kateřina Siniaková superando in finale Wang Xinyu e l'abituale compagno di doppio Zhang con il punteggio di 6-2, 5-7, [10-8]. Sconfigge Zhang anche in singolare e viene eliminato al secondo turno da Alexander Zverev. Si mette in luce anche nel doppio maschile spingendosi fino alla semifinale assieme ad Adam Pavlásek e perdono la finale per il bronzo contro Taylor Fritz / Tommy Paul. Ad agosto fa il suo ingresso nella top 50 di doppio.
Raggiunge per la prima volta gli ottavi di finale in una prova del Grande Slam agli US Open battendo tra gli altri la testa di serie nº 16 Sebastian Korda, e raccoglie sei soli giochi contro Jack Draper. Perde in semifinale all'ATP Tour 500 dei Japan Open Tennis Championships contro Ugo Humbert; in coppia con Draper si spinge fino alla semifinale anche in doppio, danno forfait prima di giocarla e Macháč sale al 46º posto mondiale. Al successivo torneo di Shanghai perde in due set contro il nº 1 del mondo Sinner la sua prima semifinale della carriera in un Masters 1000, a cui era arrivato eliminando la testa di serie nº 11 Tommy Paul e il nº 3 del ranking Carlos Alcaraz nei quarti di finale; al termine del torneo sale al 25º posto del ranking. Si mette in luce anche al Vienna Open con il successo sul nº 9 del mondo Grigor Dimitrov ed esce nei quarti per mano di Jack Draper

### 2025: primo titolo ATP e top 20 in singolare
Inizia la stagione alla United Cup e spinge i cechi in semifinale con le vittorie su Hubert Hurkacz e Flavio Cobolli; si ritira durante il match contro Taylor Fritz, gli Stati Uniti passano in finale e si aggiudicheranno il titolo. Raccoglie solo nove giochi contro Djokovic al terzo turno degli Australian Open. Sconfitto nei quarti al Dallas Open, si aggiudica il primo titolo ATP in singolare in carriera all'ATP 500 dell'Abierto Mexicano de Tenis, elimina tra gli altri Jakub Menšík e Brandon Nakashima e in finale ha la meglio su Alejandro Davidovich Fokina con il punteggio di 7-6, 6-2. Il successo gli garantisce il nuovo miglior ranking al 20º posto mondiale. Esce al quarto turno al Miami Open. Nella stagione europea su terra battuta non va oltre il terzo turno agli Internazionali d'Italia ed esce al turno di esordio al Roland Garros. Nei quarti di finale all'Halle Open perde contro il vincitore del torneo Alexander Bublik.

## Statistiche

### Singolare

#### Vittorie (1)
| Legenda              |
| Grande Slam (0)      |
| ATP Finals (0)       |
| ATP Masters 1000 (0) |
| ATP Tour 500 (1)     |
| ATP Tour 250 (0)     |

| N. | Data         | Torneo                              | Superficie | Avversario in finale        | Punteggio   |
| 1. | 2 marzo 2025 | Abierto Mexicano de Tenis, Acapulco | Cemento    | Alejandro Davidovich Fokina | 7–6(6), 6–2 |

#### Finali perse (1)
| Legenda              |
| Grande Slam (0)      |
| ATP Finals (0)       |
| ATP Masters 1000 (0) |
| ATP Tour 500 (0)     |
| ATP Tour 250 (1)     |

| N. | Data           | Torneo               | Superficie  | Avversario in finale | Punteggio |
| 1. | 25 maggio 2024 | Geneva Open, Ginevra | Terra rossa | Casper Ruud          | 5–7, 3–6  |

### Doppio

#### Vittorie (1)
| Legenda              |
| -------------------- |
| Grand Slam (0)       |
| ATP Finals (0)       |
| ATP Masters 1000 (0) |
| ATP Tour 500 (0)     |
| ATP Tour 250 (1)     |

| N. | Data             | Torneo             | Superficie  | Compagno      | Avversari in finale                    | Punteggio |
| 1. | 11 febbraio 2024 | Open 13, Marsiglia | Cemento (i) | Zhang Zhizhen | Patrik Niklas-Salminen Emil Ruusuvuori | 6–3, 6–4  |

### Doppio misto

#### Vittorie (1)
| Tornei del Grande Slam  |
| ----------------------- |
| Australian Open (0)     |
| Open di Francia (0)     |
| Torneo di Wimbledon (0) |
| US Open (0)             |
| Olimpiadi (1)           |

| N. | Data          | Torneo                  | Superficie  | Compagna           | Avversari in finale      | Punteggio        |
| 1. | 2 agosto 2024 | Giochi olimpici, Parigi | Terra rossa | Kateřina Siniaková | Wang Xinyu Zhang Zhizhen | 6–2, 5–7, [10–8] |

### Tornei minori

#### Singolare

##### Vittorie (10)
| Legenda tornei minori |
| Challenger (6)        |
| ITF (4)               |

| N.  | Data             | Torneo                                         | Superficie    | Avversario in finale    | Punteggio     |
| 1.  | 4 novembre 2018  | Czech Republic F8, Most                        | Sintetico (i) | Filip Duda              | 7–6(6), 7–5   |
| 2.  | 18 novembre 2018 | Czech Republic F10, Milovice                   | Cemento (i)   | Christoph Negritu       | 6–2, 6–2      |
| 3.  | 25 novembre 2018 | Czech Republic F11, Říčany                     | Cemento (i)   | Jiří Lehečka            | w/o           |
| 4.  | 24 marzo 2019    | M15 Manama, Manama                             | Cemento       | Tim van Rijthoven       | 6–3, 6–3      |
| 5.  | 23 febbraio 2020 | Koblenz Open, Coblenza                         | Cemento (i)   | Botic van de Zandschulp | 6–3, 4–6, 6–3 |
| 6.  | 7 marzo 2021     | Nur-Sultan Challenger II, Nur-Sultan           | Cemento (i)   | Sebastian Ofner         | 4–6, 6–4, 6–4 |
| 7.  | 9 gennaio 2022   | Traralgon Challenger, Traralgon                | Cemento       | Bjorn Fratangelo        | 7–6(2), 6–3   |
| 8.  | 21 agosto 2022   | Kozerki Open, Grodzisk Mazowiecki              | Cemento       | Zhang Zhizhen           | 1–6, 6–3, 6–2 |
| 9.  | 1º ottobre 2023  | Open d'Orleans, Orléans                        | Cemento (i)   | Jack Draper             | 6–4, 4–6, 6–3 |
| 10. | 8 ottobre 2023   | Internationaux de Vendée, Mouilleron-le-Captif | Cemento (i)   | Arthur Fery             | 6–3, 6–4      |

##### Sconfitte (4)
| Legenda tornei minori |
| Challenger (5)        |
| ITF (0)               |

| N. | Data              | Torneo                       | Superficie  | Avversario in finale | Punteggio        |
| 1. | 15 novembre 2020  | Slovak Open, Bratislava      | Cemento (i) | Maximilian Marterer  | 7–6(3), 2–6, 5–7 |
| 2. | 8 agosto 2021     | Liberec Open, Liberec        | Terra rossa | Alex Molčan          | 0–6, 1–6         |
| 3. | 20 novembre 2022  | Tali Open, Helsinki          | Cemento (i) | Leandro Riedi        | 3–6, 1–6         |
| 4. | 10 giugno 2023    | Czech Open, Prostějov        | Terra rossa | Dalibor Svrčina      | 4–6, 2–6         |
| 5. | 10 settembre 2023 | Cassis Open Provence, Cassis | Cemento     | Mattia Bellucci      | 3–6, 4–6         |

#### Doppio

##### Sconfitte (6)
| Legenda tornei minori |
| Challenger (2)        |
| ITF (4)               |

| N. | Data              | Torneo                             | Superficie    | Compagno         | Avversari in finale                  | Punteggio           |
| 1. | 3 giugno 2018     | Czech Republic F3, Most            | Terra rossa   | Michael Vrbenský | Petr Michnev Patrik Rikl             | 2–6, 6–2, [7–10]    |
| 2. | 7 luglio 2018     | Czech Republic F5, Ústí nad Orlicí | Cemento       | Antonín Bolardt  | Filip Polášek Patrik Rikl            | 6(2)–7, 6(5)–7      |
| 3. | 20 gennaio 2019   | M15+H Bressuire, Bressuire         | Cemento (i)   | Michal Konečný   | Dan Added Albano Olivetti            | 6(5)–7, 3–6         |
| 4. | 21 aprile 2019    | M15 Antalya, Adalia                | Terra rossa   | Michal Konečný   | Bogdan Bobrov Patrik Niklas-Salminen | 3–6, 3–6            |
| 5. | 18 settembre 2021 | Open de Rennes, Rennes             | Cemento (i)   | Marek Gengel     | Bart Stevens Tim van Rijthoven       | 7–6(2), 5–7, [3–10] |
| 6. | 30 ottobre 2021   | Ismaning Challenger, Ismaning      | Sintetico (i) | Marek Gengel     | Andre Begemann Igor Zelenay          | 2–6, 4–6            |

### Vittorie contro top 10 per stagione
| Stagione | 2024 | Totale |
| Vittorie | 4    | 4      |

| 2024 |                 |   |                            |             |    |                  |
| 1.   | Andrej Rublëv   | 6 | Miami Open, Miami          | Cemento     | 2T | 6–4, 6–4         |
| 2.   | Novak Đoković   | 1 | Geneva Open, Ginevra       | Terra rossa | SF | 6–4, 0–6, 6–1    |
| 3.   | Carlos Alcaraz  | 3 | Shanghai Masters, Shanghai | Cemento     | QF | 7–6(5), 7–5      |
| 4.   | Grigor Dimitrov | 9 | Vienna Open, Vienna        | Cemento (i) | 2T | 6(5)–7, 6–4, 6–3 |